# Use Your Illusion II (DVD)
Pour les articles homonymes, voir Use Your Illusion.

Use Your Illusion II est un enregistrement vidéo en public du groupe de hard rock américain Guns N' Roses. Ce dernier a été enregistré au Tokyo Dome, au Japon, durant le mois de février 1992. Le DVD a été publié par Geffen Records et UZI Suicide Record Co..
Les Chansons Move to the City et Estranged ont aussi été utilisées pour le CD Live Era: '87-'93.

## Invités / Participants
- Teddy Zigzag : Harmonica, synthétiseur

## Liste des morceaux
1. Introduction
2. You Could Be Mine
3. Drum Solo & Guitar Solo
4. Theme From 'The Godfather'
5. Sweet Child O' Mine
6. So Fine
7. Rocket Queen
8. Move To The City
9. Knockin' On Heaven's Door
10. Estranged
11. Paradise City